# Região metropolitana de Milão

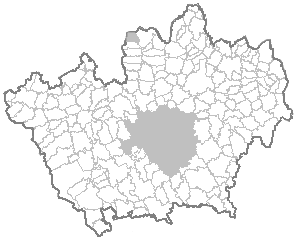
Região metropolitana de Milão

A Região metropolitana de Milão é a aglomeração urbana em torno da cidade de Milão, capital da região Lombardia, na Itália. É a maior megalópole na Itália e uma das maiores da Europa, com população superando os 7 400 000 habitantes.
A disseminação espacial da área metropolitana tem sido muito acelerada nas últimas décadas. O crescimento dos assentamentos ao redor do núcleo de Milão desde 1960, que definiu o padrão e a extensão da área metropolitana, e os fluxos pendulares, sugerem que a relação sócio-econômico têm se expandido para além das fronteiras de Milão. A aglomeração cada vez mais difundida com a cidade de Milão, e sua plataforma, define a área metropolitana de Milão, no entanto, a extensão da área metropolitana pode variar muito, dependendo da fonte de definição.
A área metropolitana de Milão faz parte da chamada Blue Banana, a área da Europa com maior densidade populacional e industrial.